# تطوع (منظمة)
جمعية تطوع للتنمية المجتمعية الخيرية وتُعرف باسم منظمة تطوع، هي منظمة خيرية أهلية غير ربحية وغير حكومية فلسطينية تأسست عام 2015. يقع مقرها الرئيسي في مدينة رام الله، ويمتد نشاطها إلى محافظات الضفة الغربية كافة. يرأس مجلس إدارتها عبد الله كميل.
تهدف منظمة تطوع إلى تقوية العمل المجتمعي الخيري من خلال إعادة روح العمل التطوعي، وتنمية القدرات والمواهب، وإيجاد جيل قادر على المحافظة على الإرث الثقافي الفلسطيني، وتعزيز مشاركة المرأة في مجالات الحياة، بالإضافة إلى إنشاء صندوق لدعم الطلبة المحتاجين والأسر الفقيرة، وترميم بيوت الفقراء.

## وصلات خارجية
- موقع المنظمة الإلكتروني.